# Anna Schmidt (Schaustellerin)
Anna Schmidt (* 5. Mai 1897 in Oberkotzau; † 13. Januar 1931 ebenda) war eine deutsche 540 Pfund (d. h. 270 kg) schwere Schaustellerin, die unter dem Künstlernamen „Rosa Debela“ ganz Europa bereist hat und im Wiener Prater als „dicke Rosl aus München“ berühmt war.

## Leben
In den 1920er Jahren trat Anna Schmidt im Wiener Prater auf, wo sie als „dicke Rosl aus München“ berühmt wurde. In der zweiten Hälfte der 1920er Jahre tourte ihr Impresario Jakob Feigl, der als „Barnum von Wien“ bekannt war, mit ihr durch zahlreiche europäische Städte. Kurz vor ihrem frühen Tod gastierte „Rosa Debela“ noch in Griechenland und der Türkei.

„Der Tod der „dicken Rosl“. Tausende Wiener kannten die „dicke Rosl“, eine junge Münchnerin von kolossalem Körperumfang die – wie wir schon gestern berichteten – Montag gestorben ist. Der Schausteller Feigl sen. vom Prater war der Impresario des Mädchens mit dem er seit vier Jahren von Stadt zu Stadt reiste. Rosa, die mit ihrem Familiennamen Debela hieß, war im Vorjahr in Griechenland, in der Türkei und einige Zeit auch in Wien, wo sie im Prateretablissement Feigls auftrat. Die Dreiundzwanzigjährige, deren Gewicht mit 270 kg angegeben wurde, hielt sich zuletzt in Prag auf. Dort erkrankte sie an Angina. Als sich ihr Zustand immer mehr verschlechterte, mietete Feigl ein Auto, in dem er die dicke Rosl in siebenstündiger Fahrt nach Ober-Kotzau bei Hof in Bayern – dem Heimatort des Mädchens – brachte. Rosa Debela, die seit Jahren ein ruheloses Wanderleben führte, starb im Frieden des Elternhauses.“

Wesentliche Teile dieses Nachrufes der „Illustrierten Kronenzeitung“ wurden 1968 von Hans Pemmer, dem Gründer des Pratermuseums, und 1997 vom Wiener Historiker Marcello La Speranza in ihre einschlägigen Publikationen über Artisten, Schausteller und Kuriositätenschauen übernommen und damit gleichsam als Forschungsstand abgesegnet, obwohl weder Sterbetag, Sterbealter noch Familienname stimmen.

„In der Apolloschau (Prater Nr. 139), 1874 von Oskar Glas eröffnet, war so ziemlich das ganze Programm einer Praterschaubude zu sehen und so durften auch der Riese Willi Wood und das Riesenkind Luise Oppitz nicht fehlen. In den neunziger Jahren [sic!] trat hier die ‚dicke Rosl‘ aus München auf, die mit ihrem bürgerlichen Namen Debela hieß und 270 kg wog. Man konnte sie später auch in der ‚Weltschau‘ bei Feigl bewundern, wo Jakob Feigl von 1897 bis 1933 Jahr für Jahr ‚Sensationen‘ brachte. Mit der dicken Rosl unternahm Feigl Reisen, die ihn bis in die Türkei führten. 1931 starb Rosl an den Folgen einer Angina.“

„Im alten Prater hatte es krankhaft dicke Menschen noch zu bestaunen gegeben, etwa die ‚Dicke Rosl‘ und die ‚Dicke Mitzi‘. Diese Damen hatten ein bedauernswertes Schicksal. An ihnen wurde nicht herummanipuliert. Sie waren echt. Sie litten unter ihrer Krankheit. Eine Unterfunktion der Schilddrüse war für den enormen Körperumfang verantwortlich. Mit der ‚Dicken Rosl‘ unternahm Jakob Feigel [sic!], ihr Impresario, Reisen von Stadt zu Stadt. Im Prater war sie selbstverständlich auch zu sehen. Rosa Debela, wie sie mit ihrem richtigen Namen hieß, bereiste auch die Türkei und Griechenland. Die 23jährige Münchnerin [sic!] hatte ein schönes Gesicht und schwarze Haare. Ihr Gewicht wurde mit 270 kg angegeben. Zuletzt hielt sie sich 1931 in Prag auf. Dort erkrankte sie an einer Angina. Als sich ihr Zustand verschlechterte, mietete Feigel [sic!] ein Auto, in dem er die dicke Rosl nach Ober-Kosau [sic!] bei Hof in Bayern – dem Heimatort des Mädchens – brachte. Dort verstarb sie kurze Zeit später.“

Der Großteil der in diesen Berichten genannten biographischen Angaben (Prater-Auftritte in den 1890er Jahren, Sterbealter und -tag, Familien- und Ortsname) ist fehlerhaft. Manche dieser Angaben entstammen jenen Marketingmaßnahmen, mit denen Schmidts Auftritte beworben wurden: Als die 32-Jährige im Winter 1929/30 in Slowenien und Serbien tourte, wurde sie in der Pressearbeit teils als „dickste Frau der Welt“, teils als „das dickste Mädchen der Welt“ vorgestellt und ihr Alter mit 23 Jahren angegeben. Zudem wurde ihre Körpergröße mit 178 cm angeführt und lanciert, dass sie sich mit „Friedrich Zilmann aus Wien verlobt“ habe und demnächst ihre Hochzeit stattfinde.
Der Wiener Germanist Andreas Weigel fand 2012 dank gezielter Nachforschungen amtliche Dokumente, die nachweisen, dass „Rosa Debela“ (Nomen est omen) entgegen dem langjährigen Forschungsstand kein bürgerlicher Name, sondern der Künstlername von Anna Schmidt war, die in ihrer Heimatgemeinde als die „Riesendame“ bekannt war: „Als sie in Oberkotzau verstarb, musste ihr Leichnam durch das Fenster nach draußen gebracht werden“. In diesem Sinne hält auch der Eintrag im amtlichen Sterbebuch eigens fest: „war über 400 Pfund schwer und bereiste als Schauobjekt ganz Europa.“
Weigels Interesse an der Klärung von Anna Schmidts Lebensdaten und Identität wurde durch das Vorarlberger Künstleroriginal Max Riccabona ausgelöst, der behauptete, im Sommer 1932 den irischen Schriftsteller James Joyce in der „Löwenschwemme“ in Feldkirch kennengelernt zu haben, wo „damals“ unter anderem auch die „Dicke Rosl aus München“ Gast gewesen wäre. Weigels Recherchen nach Anna Schmidts allfälligen Aufenthalten in Vorarlberg brachten ans Licht, dass sie Ende 1928 in Bregenz war:

„Der Vorarlberger Maler Rudolf Wacker, der als einer „der bedeutendsten österreichischen Vertreter der Neuen Sachlichkeit und des Expressionismus“ gilt, berichtet in seinem Tagebuch, dass die „Dicke Rosl“ aus München damals in Bregenz aufgetreten und ihm eigens Modell gestanden sei: „Eine 'Dicke' war da. Die 540 Pfund schwere 'Rosl aus München'. - Ich habe immer noch das alte Interesse. Eine fiebernde Lust solch Weib zu zeichnen.“

In einer Anmerkung ergänzt Rudolf Sagmeister als Herausgeber von Wackers Tagebüchern folgende Zusatzinformationen: „In Wackers 'Sex'-Mappe findet sich eine Photographie: 'Die dicke Rosl 540 Pfund'. Auf der Rückseite von Wacker beschriftet: 'Bregenz, 30. Novb. 28. Plakat: Die dicke Rosl aus München, 540 Pfund schwer, das muß man sehn auf 2 Sesseln sitzt sie in 2 Betten schläft sie der Liebling aller Damen, Herren und Kinder!'“

Wacker, dessen Werke von Riccabonas Onkel Max Perlhefter gesammelt wurden, war in den 1920er und 1930er Jahren nachweislich auch öfters bei Max Riccabonas Familie in Feldkirch zu Besuch.“

Anna Schmidt ist am 13. Jänner 1931 im Alter von 33 Jahren gestorben: „Auf den Tag genau zehn Jahre vor James Joyce, dem sie das wissenschaftliche Interesse an ihrer Identität und ihren Lebensdaten verdankt.“

## Fotografien
- Ansichtskarte „Die dicke Rosl, 540 Pfund“.
- Fotografie: Die schwerste Frau der Welt. Rosa Schmidt (Illustration zu: Lisbeth Kaupenjohann: „Riesendame“ aus Oberkotzau. Als „dicke Rosl“ ist Anna Barbara Schmidt einst berühmt geworden. In: Frankenpost. 31. Juli 2012.)
- Porträt-Fotografie Dicke Rosl am 28. November 1929 in Belgrad.